# Ariete (album)
Ariete è la prima raccolta della cantautrice italiana Ariete, pubblicata il 26 febbraio 2021 dalla Bomba Dischi.

## Descrizione
La raccolta racchiude i brani precedentemente pubblicati negli EP Spazio e 18 anni.

## Tracce
1. Amianto – 2:59
2. Pillole – 3:16
3. Solo te – 2:37
4. Avrei voluto dirti – 3:04
5. Riposa in pace (feat. Drast) – 2:36
6. Insicuri – 3:27
7. 18 anni – 2:39
8. Freddo (feat. Lil Kvneki) – 2:46
9. Mille guerre – 2:17
10. Stare male – 2:27
11. Nottataccia – 3:07
12. Venerdì – 3:10

## Classifiche
| Classifica (2021) | Posizione massima |
| ----------------- | ----------------- |
| Italia            | 3                 |